# Iphikles (Sohn des Amphitryon)

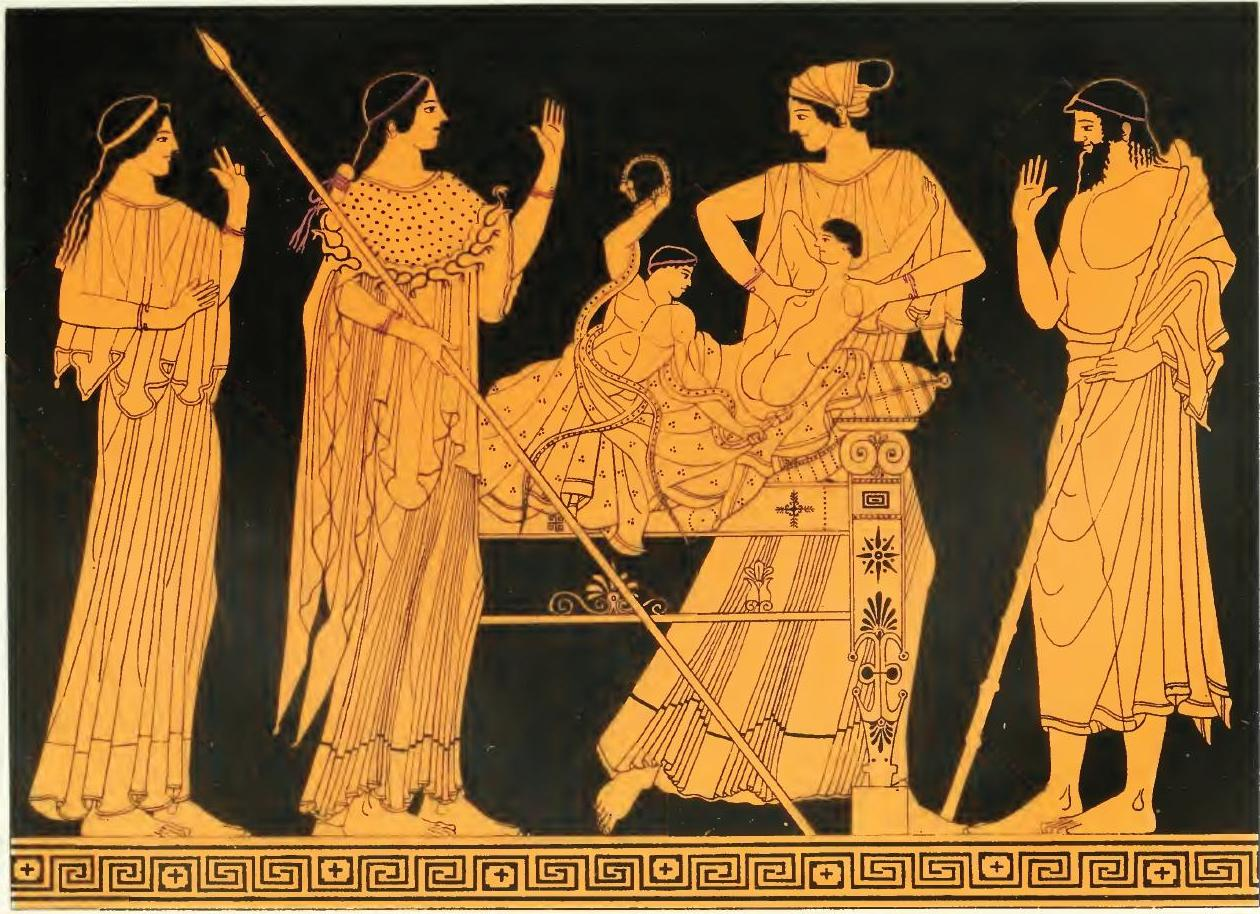
Schlangenwürgender Herakles, Iphikles und Alkmene, Athena mit Lanze, rechts Amphitryon; Stamnos des Berliner Malers, um 480/70 v. Chr. (Paris, Louvre G 192)

Iphikles (altgriechisch Ἰφικλῆς Iphiklḗs) ist in der griechischen Mythologie der Sohn der Alkmene. Er war der von Amphitryon gezeugte zweitgeborene, menschliche Zwillings(halb)bruder des Herakles, der von Zeus gezeugt wurde. Mit seiner Frau Automedusa hatte er einen Sohn Iolaos.
Iphikles war Teilnehmer an der Jagd auf den Kalydonischen Eber und fiel im Kampf gegen die Söhne des Hippokoon von Sparta. Alternativ dazu starb er nach einer Verwundung im Kampf gegen die Molionen in Pheneos, wo er als Heros verehrt wurde.